# Parablennius thysanius
Parablennius thysanius är en fiskart som först beskrevs av Jordan och Seale, 1907.  Parablennius thysanius ingår i släktet Parablennius och familjen Blenniidae. Inga underarter finns listade i Catalogue of Life.